# Associazione Orion OB1
L'Associazione Orion OB1 è una brillante associazione stellare che comprende quasi tutte le stelle blu visibili nella costellazione di Orione; contiene una vastissima nube molecolare gigante, nota come complesso nebuloso molecolare di Orione, e quattro sottocomplessi di stelle OB di differenti età, dalle più giovani fino a quelle formatesi circa 10 milioni di anni fa. Tecnicamente si tratta dunque di una associazione OB.

## Osservazione
Le stelle di questa associazione compongono in generale il ricco sottofondo stellare ben visibile in Orione nei cieli più bui; se si eccettuano le tre stelle della Cintura di Orione, le componenti più brillanti sono di quarta magnitudine, mentre diverse decine sono di quinta e sesta grandezza. Un semplice binocolo è in grado di mostrare tutte le componenti azzurre, che si dispongono su tre fasce principali: la più settentrionale si osserva a nordovest della Cintura ed è formata da una concatenazione di stelle disposte principalmente in senso nordest-sudovest; la centrale coincide con i campi stellari attorno alla Cintura e nei suoi dintorni, specie verso ovest, e la terza si dispone lungo la Spada di Orione, di cui comprende tutte le componenti.
Il periodo migliore per l'osservazione dell'associazione coincide con quello per la costellazione di Orione: i mesi da novembre a inizio aprile sono particolarmente adatti grazie alla visibilità nel cielo serale; la sua dislocazione a cavallo dell'equatore celeste ne favorisce ulteriormente la visibilità, restando alla portata di tutte le regioni popolate della Terra.

## Struttura

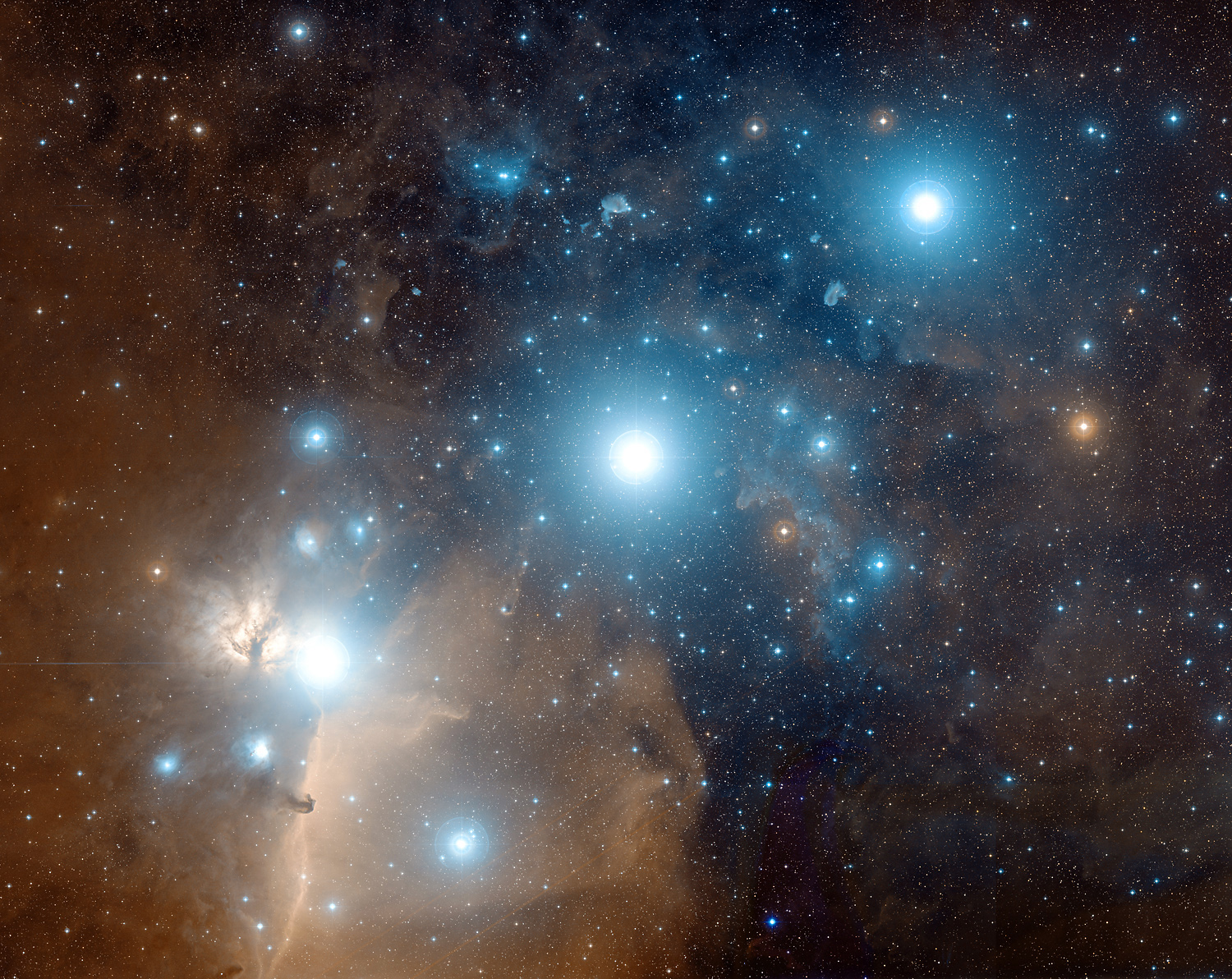
La Cintura di Orione; i ricchi campi stellari di fondo costituiscono la parte centrale dell'associazione, il gruppo Orion OB1b.

Si tratta di una delle associazioni OB meglio conosciute e studiate della volta celeste, sia a causa della sua breve distanza, sia per la luminosità delle sue componenti, che appaiono per la maggior parte poco oscurate dalle polveri galattiche; lo studio delle varie fasi evoluzionistiche di quest'associazione ha permesso di comprendere meglio le dinamiche e la scala evolutiva dei gruppi stellari di recente formazione.
Orion OB1 è suddivisibile in base alla sua evoluzione e alla dislocazione delle sue componenti in quattro sottogruppi principali; il più antico è definito Orion OB1a: le stelle di questo sottogruppo sono dislocate a nordovest della Cintura di Orione e possiedono un'età compresa fra 8 e 12 milioni di anni. Il secondo gruppo per età è Orion OB1b, che corrisponde alle stelle di fondo della Cintura e possiede un'età compresa fra 1,7 e 8 milioni di anni, sebbene fra queste ricadano anche le tre stelle supergiganti che fanno parte della Cintura stessa, con un'età compresa attorno ai 5 milioni di anni. Orion OB1c coincide invece con le stelle visibili nella Spada di Orione e che si addensano attorno e davanti alla Nebulosa di Orione; a questo sottogruppo fanno parte pure due associazioni stellari poco concentrate, catalogate come NGC 1980 e NGC 1981, rispettivamente ai limiti meridionali e settentrionali dell'asterismo della Spada. La loro età è compresa fra i 2 e i 6 milioni di anni. Di questo sottogruppo non fanno parte le stelle più giovani direttamente avvolte nel sistema nebuloso di OMC-1, OMC-2 e OMC-3 e nella stessa Nebulosa di Orione, che invece compongono il sottoinsieme Orion OB1d.
Un caso ambiguo è rappresentato del piccolo gruppo legato alla stella 25 Orionis: la sua posizione è in direzione del gruppo Orion OB1a, ma la sua velocità radiale è distinta rispetto alle stelle del resto del sottogruppo, essendo più bassa di circa 10 km/s-1; una teoria per spiegare questa differenza afferma che questa e le stelle ad essa legate si siano originate in una regione H II formatasi dall'espansione della bolla creata dalla nascita delle stelle di Orion OB1a e dunque con un'età compresa fra quella delle componenti di OB1a e OB1b.
Tramite lo studio della parallasse, sono state determinate le distanze dei vari sottogruppi, scoprendo anche che quelli più vecchi sono anche più vicini al sistema solare di quelli più giovani; il gruppo OB1a è dunque anche il più vicino, con una distanza media stimata sui 350 pc (1140 al). OB1b e OB1c si troverebbero a distanza simili fra loro, stimate sui 400 pc (1300 al), mentre le giovani stelle di OB1d avrebbero una distanza paragonabile a quella della Nebulosa di Orione (420 pc, ossia 1370 al).
Dal gruppo OB1c provengono anche le celebri stelle fuggitive AE Aurigae e μ Columbae, due astri che si muovono in direzioni opposte nello spazio; Tramite i dati del satellite Hipparcos è emerso che circa 2,6 milioni di anni fa queste due stelle e la brillante binaria ι Orionis si trovavano nella stessa posizione nello spazio, e su questa scoperta è stata formulata l'ipotesi secondo cui queste stelle subirono un'interazione a quattro corpi, in seguito alla quale due binarie dello stesso ammasso si scambiarono; il risultato fu che le due stelle più massicce subirono i reciproci influssi gravitazionali diventando un nuovo sistema binario, l'attuale ι Orionis, mentre le due stelle meno massicce furono sospinte via a grande velocità dall'intensa energia gravitazionale, allontanandosi dalla regione della loro formazione.